# مرگ و زندگی
مرگ و زندگی (انگلیسی: Death and Life) یک نقاشی رنگ روغن بر روی بوم از نقاش اتریشی گوستاو کلیمت است که موضوع اصلی کارهای او بدن زنان بود، نقاشی‌های او در قالب نقاشی‌های دیواری و طرح‌های داری زمینه تمایلات جنسی نفسانی است که به ویژه در نقاشی‌های مداد او آشکار و مشخص است، این اثر هنرمند در سال ۱۹۰۸ آغاز و در سال ۱۹۱۵ به اتمام رسید، نقاشی مرگ و زندگی در یک سبک هنر نو (مدرن) و با استفاده از سبک نقاشی تمثیلی در قالب مراحل طلایی ایجاد گردیده، ابعاد این اثر کلیمت ۱۷۸ در ۱۹۸ سانتی متر می‌باشد و در حال حاضر در موزه لئوپولد وین قرار دارد

## نگارخانه

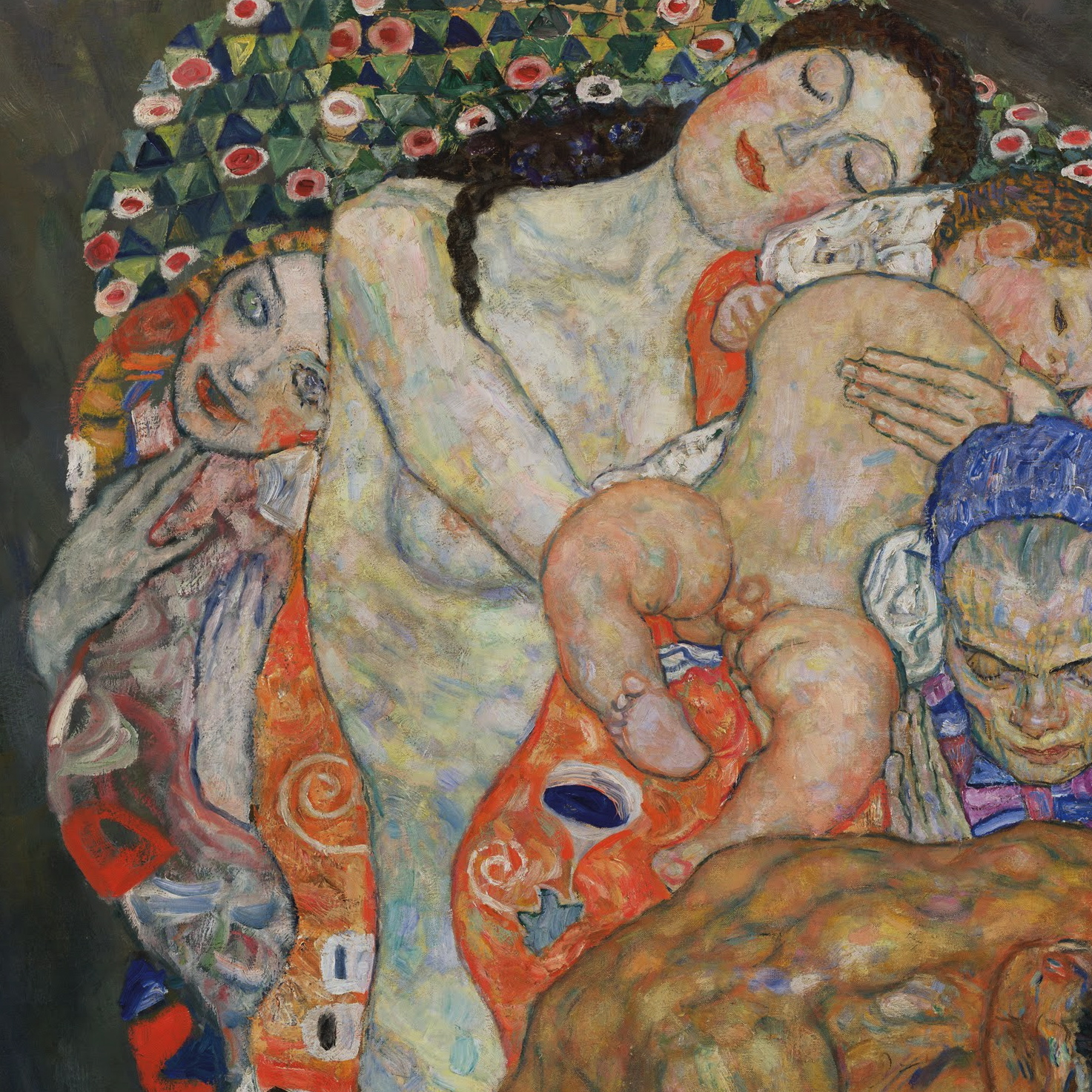
جزئیات تابلوی مرگ و زندگی